# Gymnasium Hoheluft
Das Gymnasium Hoheluft ist ein 2012 gegründetes Gymnasium im Hamburger Stadtteil Hoheluft-West. Der Altbau an der Christian-Förster-Straße wurde 1907 nach Entwürfen von Albert Erbe als Mädchen- und Knabenschule errichtet und steht heute unter Denkmalschutz. Ein Neubau mit Klassenräumen und Doppel-Turnhalle kam 2014 hinzu.

## Geschichte
Der vom Gymnasium genutzte Altbau wurde 1907 nach Entwürfen von Albert Erbe als Volksschule an der Alsenstraße errichtet. Heute steht der Altbau unter Denkmalschutz. In der Schule Alsenstraße wurden ab 1908 Mädchen und Jungen der Jahrgänge 1–7 getrennt unterrichtet, entsprechend gab es zwei Schulleiter und zwei Kollegien. Die Trennung der Schule nach Geschlechtern ist an der Fassade zur Christian-Förster-Straße noch ablesbar, der linke (südliche) Trakt trägt in einem Medaillon an der Fassade die Inschrift „Knabenschule“, der rechte (nördliche) Trakt entsprechend „Mädchenschule“.
Im Sommer 1943 wurde der Schulbetrieb nach Bombenangriffen eingestellt, in der Schule kamen ausgebombte Menschen unter. 1945 wurde der Schulbetrieb wieder aufgenommen. 1948 wurde die nach der Schlacht von Alsen benannte Alsenstraße in Christian-Förster-Straße umbenannt, entsprechend erfolgte die Umbenennung in Schule Christian-Förster-Straße. Ab 1948 wurde der Unterricht gemeinsam für Jungen und Mädchen erteilt. 1969 wurde die Oberstufe eingestellt, die Schule wurde zur Grundschule mit anschließender Beobachtungsstufe. 1982 wurde die Beobachtungsstufe eingestellt. 2007 wurde der Grundschulstandort wegen mangelnder Schülerzahlen aufgegeben, und das Gebäude wurde von verschiedenen schulbehördlichen Institutionen wie LI Hamburg und REBUS Hamburg genutzt.
2011 wurden die ersten Pläne für ein neues Gymnasium in Eimsbüttel öffentlich, wo Kapazitäten fehlten. Dabei war der fast leerstehende Altbau an der Christian-Förster-Straße im Gespräch. Die Räume und Flure des denkmalgeschützten Gebäudes wurden für den neuen Schulbetrieb der Unterstufe umfangreich saniert und umgebaut, die Kosten dafür beliefen sich auf 3 Mio. Euro. Das Gymnasium Hoheluft nahm den Schulbetrieb im Herbst 2012 mit drei 5. Klassen auf. Dies war die erste Neugründung eines Gymnasiums in Hamburg seit 1995.

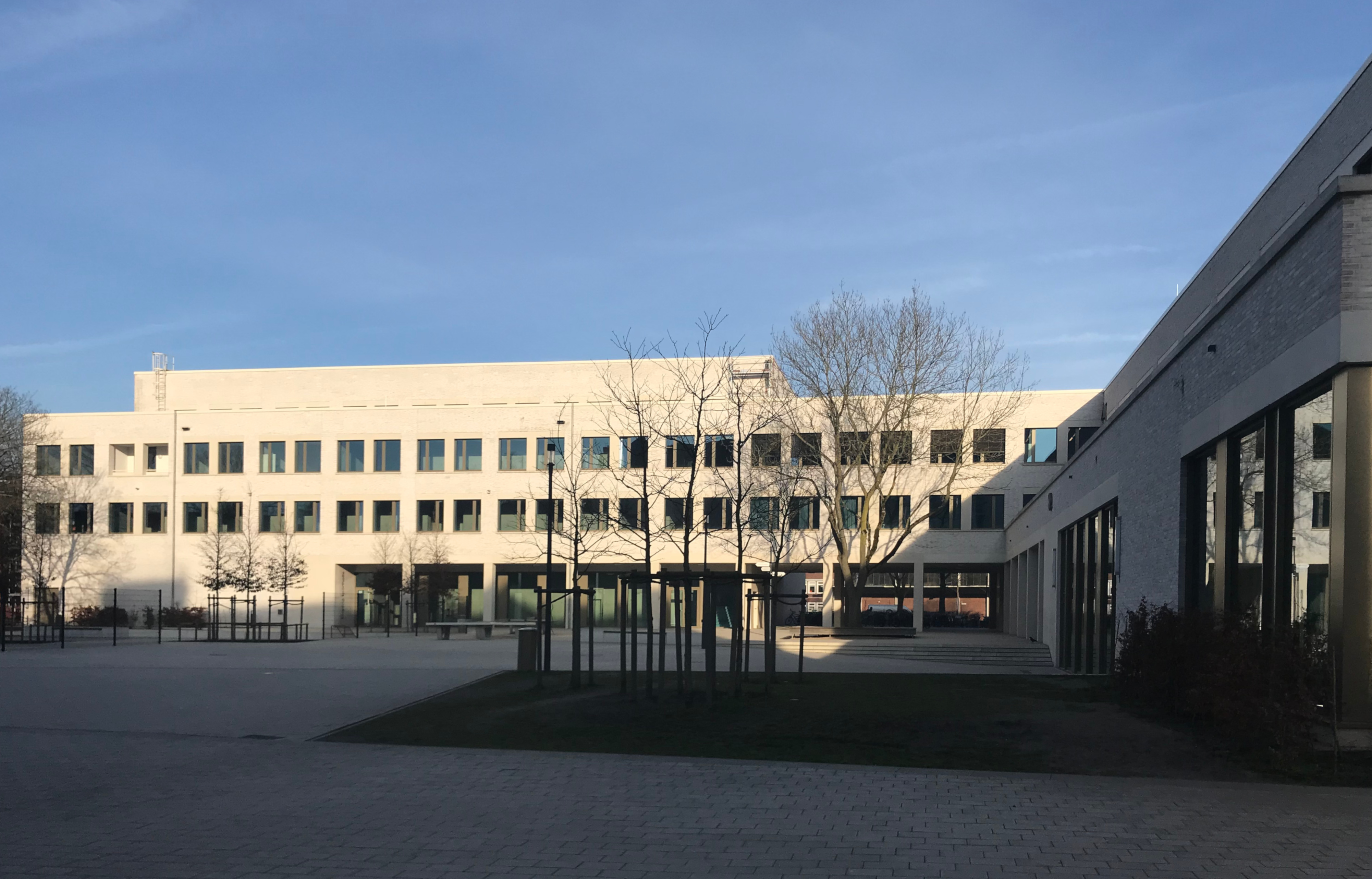
Neubau und Schulhof

Von 2014 bis 2015 wurde auf dem Schulgelände hinter dem Altbau (zur Troplowitzstraße hin) ein L-förmioger Neubau realisiert, der Unterrichtsräume für die Klassenstufen 8–12, Fachkabinette, Aula, Ganztagesbereich mit Küche, und zwei Doppelsporthallen enthält. Dieser Erweiterungsbau umschließt die Pausenfläche zwischen Alt- und Neubau. Der 17,3 Mio. Euro teure Neubau wurde 2015 vom Architekten- und Ingenieurverein Hamburg (AIV) als eines von drei Projekten mit der Auszeichnung „Bauwerk des Jahres“ bedacht.
2020 wurden am Neubau Mängel an der Fassade festgestellt. Im Sommer 2024 starteten die Sanierungsmaßnahmen.

## Profil
Das Gymnasium Hoheluft ist eine Ganztagsschule. Die Kernunterrichtszeit liegt von 8 bis 15.30 Uhr. Das Unterrichtsangebot wird dabei durch AGs, Neigungskurse und andere Angebote abgerundet. Die inhaltlichen Schwerpunkte des Gymnasiums Hoheluft liegen im Bereich Naturwissenschaft und Technik (NaT) sowie im Bereich Wirtschaft, Recht und Politik (PGW).
In den Jahrgängen 5–7 startet der Unterrichtstag mit einer Zeit eigenverantwortlichen Arbeitens (eva). Hier werden Arbeitsplan-Aufgaben aus den Hauptfächern (Deutsch, Mathematik, Englisch, zweite Fremdsprache) weitestgehend eigenständig bearbeitet, wobei verschiedene Differenzierungsformen angeboten werden. Hausaufgaben im herkömmlichen Sinn gibt es an der Schule nicht.
Das Sprachenprofil ist mit Englisch (ab Klasse 5) und Spanisch bzw. Französisch (ab Klasse 6) neusprachlich orientiert. Der Praxisbezug beim Fremdsprachenerwerb wird unter anderem durch bilinguale Module gefördert, d. h., es werden einzelne Unterrichtsthemen aus Fächern wie Geografie, Biologie oder Geschichte auf Englisch unterrichtet.
Entsprechend dem Schulschwerpunkt werden interessierte Schüler mit Begabungen im naturwissenschaftlichen Bereich in Kursen gefördert. Hier besteht die Möglichkeit der Teilnahme an Wettbewerben wie Jugend forscht/Schüler experimentieren, NatEx, den Bundeswettbewerben der MINT-Fächer (Mathematik, Informatik, Naturwissenschaften, Technik) etc. Auch die Teilnahme an der Mathematik-Olympiade, dem Känguru-Wettbewerb und ähnlichen mathematischen Wettbewerben wird unterstützt und gefördert.